# Edward Voigt
Edward Voigt (Bremen, 1 de diciembre de 1873 - Sheboygan, 26 de agosto de 1934) fue un abogado y político alemán-estadounidense. Se desempeñó como miembro de la Cámara de Representantes de los Estados Unidos por Wisconsin.

## Biografía
Voight nació en Bremen, Alemania. Emigró a los Estados Unidos con sus padres, quienes se establecieron en Milwaukee, Wisconsin en 1883. Trabajó en oficinas legales y de seguros durante varios años. Se graduó en el departamento de derecho de la Universidad de Wisconsin-Madison en 1899. Fue admitido en el colegio de abogados el mismo año y comenzó a ejercer en Sheboygan. Se desempeñó como fiscal de distrito del Condado de Sheboygan desde 1905 hasta 1911. También fue el abogado municipal de Sheboygan desde 1913 hasta 1917.
Voigt fue elegido republicano para el 65º y para los cuatro congresos sucesivos (4 de marzo de 1917 - 3 de marzo de 1927) como representante del 2.º distrito congresional de Wisconsin. El 5 de abril de 1917, votó en contra de declarar la guerra a Alemania. No fue candidato a la reelección en 1926 al Septuagésimo Congreso. Se desempeñó como delegado a la Convención Nacional Republicana en 1924.
Reanudó la práctica de la abogacía en Sheboygan, Wisconsin después del congreso. Voigt fue elegido en 1928 como juez del cuarto Tribunal de Circuito judicial de Wisconsin. Sirvió desde enero de 1929 hasta su fallecimiento en su casa de verano en Crystal Lake (en el condado rural de Sheboygan cerca de Elkhart Lake) el 26 de agosto de 1934. Fue enterrado en el cementerio Forest Home en Milwaukee, Wisconsin.